# Diecezja Ely
Diecezja Ely (ang. Diocese of Ely) – diecezja Kościoła Anglii, należąca do metropolii Canterbury. W przełożeniu na świecki podział administracyjny obejmuje przede wszystkim hrabstwo Cambridgeshire, a także niewielkie fragmenty hrabstw Norfolk, Essex i Bedfordshire. Została ustanowiona w 1109 roku jako diecezja katolicka, podczas reformacji weszła w skład Kościoła Anglii.
Według stanu na rok 2013, diecezja obejmuje obszar zamieszkiwany przez 641 tysięcy osób. W jej skład wchodzą 303 parafie, dysponujące łącznie 335 kościołami. Posługę duszpasterską zapewnia 145 zawodowych duchownych.

## Kierownictwo diecezji
- Biskup diecezjalny: Stephen Conway, biskup Ely
- Biskup pomocniczy: David Thomson, biskup Huntingdon
- Archidiakoni:
  - Alex Hughes, archidiakon Cambridge
  - Hugh McCurdy, archidiakon Huntingdon i Wisbech